# Ugo Martinat
Ugo Martinat (Settimo Torinese, 28 aprile 1942 – Roma, 28 marzo 2009) è stato un politico italiano, esponente di Alleanza Nazionale.

## Biografia
Geometra, agente immobiliare, inizia la sua esperienza e carriera politica nel Movimento Sociale Italiano, ricoprendo incarichi sia nelle formazioni giovanili che nella segreteria del Fronte della Gioventù.
Nel 1970 organizza il servizio di sicurezza per i comizi di Giorgio Almirante in Piazza San Carlo a Torino ed in Piazza Verdi a Genova. Nel corso del comizio del 18 aprile 1970 in Piazza Verdi a Genova, Almirante viene assalito da un gruppo di comunisti extraparlamentari che lanciano sassi, bottiglie piene di sabbia e corpi contundenti sul palco. Viene colpito alla testa Ugo Venturini, militante del Movimento Sociale, che muore per la ferita. Martinat con una decina dei suoi resta intrappolato all'incrocio fra via XX Settembre e il sottopassaggio di piazza della Vittoria, circondato da un gruppo di facinorosi armati di spranghe e colpito più volte. Viene salvato miracolosamente da uno "sconosciuto" , probabilmente un ufficiale in congedo, che lo sottrae a una fine certa.
Lo stesso "sconosciuto" salverà Martinat e Almirante, qualche mese dopo, a Torino in Piazza San Carlo, dove neppure le forze dell'ordine erano riuscite a fermare un assalto di comunisti extraparlamentari provenienti da via Barbaroux. Nel 1973 viene eletto nel comitato centrale del partito e nel 1979 entra a far parte della direzione nazionale, dopo essere stato nominato segretario provinciale del MSI di Torino.
Viene ininterrottamente eletto deputato dal 1979, prima nelle liste del MSI, poi in quelle di Alleanza Nazionale, di cui è stato membro dell'ufficio politico nazionale. Vero e proprio luogotenente in Piemonte di Giorgio Almirante prima e di Gianfranco Fini poi, è stato per oltre 30 anni l'uomo di riferimento del MSI in quella regione. In tale incarico gli è succeduto Agostino Ghiglia. All'inizio degli anni novanta viene indagato per una presunta tangente di 700 milioni di lire, e relativa all'affidamento dell'incarico di progettazione dello stadio delle Alpi a Torino ma viene successivamente prosciolto da ogni accusa.
Nel 1996 viene eletto nel collegio uninominale di Novara per la coalizione del Polo delle Libertà, e, nel 2001 in un collegio torinese sotto il simbolo della Casa delle Libertà. Nella 2001 viene nominato viceministro di Pietro Lunardi al Ministero delle infrastrutture e trasporti nel governo guidato da Silvio Berlusconi. L'incarico viene confermato nel 2005 dal successivo Governo Berlusconi. In questa veste si occupa, tra l'altro, delle grandi opere relative alla preparazione delle Olimpiadi invernali di Torino 2006. In quest'ambito, nello stesso 2006 verrà indagato per turbativa d'asta nell'assegnazione dei lavori per la variante di Avigliana, accusa che Martinat respinge in toto. Le indagini proseguono per diverso tempo, e, alla fine del 2008, viene chiesto il suo rinvio a giudizio, posizione processuale poi stralciata in seguito alla sua morte. Un altro tema cui Martinat venne interessato fu la realizzazione della linea ferroviaria ad alta velocità tra Torino e Lione, della cui opportunità fu un grande sostenitore.
Viene poi rieletto al Parlamento nelle liste del Popolo della Libertà, nelle elezioni politiche del 2008. Ricopre la carica di sottosegretario al Ministero dello sviluppo economico nel governo Berlusconi IV, fino a che, il 28 marzo 2009, muore al Policlinico militare Celio di Roma a causa di un tumore ai polmoni. Venne sostituito dal senatore Tomaso Zanoletti. È sepolto nel cimitero di Pinerolo.

## Incarichi parlamentari

### Camera dei Deputati
- Componente della XII Commissione (Industria E Commercio) (VIII Legislatura, IX Legislatura)
- Componente della Commissione Parlamentare Per Le Questioni Regionali (VIII Legislatura)
- Componente della X Commissione (Attività Produttive) (X Legislatura)
- Componente della Commissione Parlamentare Per La Ristrutturazione Per La Riconversione Industriale E Per I Programmi Delle Partecipazioni Statali (X Legislatura)
- Componente della Commissione Parlamentare Per Il Parere Al Governo Sui Decreti Per La Determinazione Dell'Onere Relativo Ai Regolamenti Comunitari Direttamente Applicabili Nell'Ordinamento Interno Ai Sensi Dell'Articolo 189 Del Trattato Istitutivo Della Cee (X Legislatura)
- Componente dell'VIII Commissione (Lavori Pubblici) (XI Legislatura, XII Legislatura)
- Componente della Commissione Monocamerale D'Inchiesta Sulla Vicenda Dell'Acna Di Cengio (XII Legislatura)
- Componente del Comitato Per La Sicurezza (XII Legislatura)
- Componente del Comitato Per Gli Affari Del Personale (XII Legislatura)
- Componente del Comitato Di Vigilanza Sull'Attività Di Documentazione (XII Legislatura)
- Questore della Camera dei deputati (XIII Legislatura)
- Componente del Comitato per la sicurezza (XIII Legislatura)
- Componente del Comitato per gli affari del personale (XIII Legislatura)
- Componente del Comitato di vigilanza sull'attività di documentazione (XIII Legislatura)
- Componente dell'VIII Commissione permanente Ambiente (XIII Legislatura)
- Componente della IV Commissione (Difesa) (XIV Legislatura)
- Componente della XIV Commissione (Politiche dell'Unione Europea) (XIV Legislatura)

### Senato della Repubblica
- Componente della VIII Commissione (Lavori Pubblici e Comunicazione) (XV legislatura)
- Sottosegretario per lo sviluppo economico (XVI legislatura)
- Membro della 2ª Commissione permanente (Giustizia) (XVI legislatura)

## Vita privata
Negli anni '60 conosce la danese Jette Sander e dalla loro unione nel 1969 nascono i primi figli Mark Ugo Sander e Ughett Marlene Sander. Negli anni '70 conosce la danese Kirsten E. Sander e dalla loro unione nel 1981 nasce il loro unico figlio: Luca Federico.